# Sherman Landers
Sherman Landers (Sherman George Landers; * 24. März 1898 in Oregon, Illinois; † 15. Mai 1994 in Springfield, Delaware County, Pennsylvania) war ein US-amerikanischer Dreispringer, Stabhochspringer, Sprinter und Weitspringer.
Bei den Olympischen Spielen 1920 in Antwerpen wurde er Fünfter im Dreisprung.
1916 wurde er US-Meister im Stabhochsprung und 1919 sowie 1920 im Dreisprung. 1918 wurde er US-Hallenmeister über 300 Yards. Für die University of Pennsylvania startend wurde er 1920 IC4A-Meister im Weitsprung. Mit der Mannschaft der University of Pennsylvania stellte er am 7. Juni 1919 in Philadelphia Weltrekorde in der 4-mal-110-Yards-Staffel (42 4/5 s) und in der 4-mal-220-Yards-Staffel (1:27 4/5 min) auf.

## Persönliche Bestleistungen
- Stabhochsprung: 3,89 m, 9. September 1916, Newark
- Weitsprung: 7,21 m, 29. Mai 1920, Philadelphia
- Dreisprung: 14,83 m, 17. Juli 1920, Cambridge